# КД авиа
КД авиа (до июня 2005 года ОАО «Калининградавиа») — российская авиакомпания, существовавшая в 2002—2009 годах. Выполняла регулярные рейсы по России и в Западную Европу через транзитный международный аэропорт «Храброво» (Калининград).

## История
Авиакомпания «КД авиа» была создана 6 сентября 2002 года.
С 15 июня 2007 года авиакомпания в три раза увеличила число ежедневных рейсов, начав выполнять полёты в более чем 20 западноевропейских и российских городов. Была введена в эксплуатацию первая очередь нового аэровокзального комплекса, включающая транзитный пассажирский терминал, обслуживающий и внутрироссийские, и международные рейсы.
27 ноября 2007 года в калининградском аэропорту «Храброво» состоялось открытие нового терминала внутренних воздушных линий (ВВЛ). Объект был возведён в рамках программы масштабной реконструкции транзитного терминала международного аэропорта «Храброво».
В конце ноября 2008 года на совещании в правительстве Калининградской области было принято решение о разделении ОАО «КД авиа» на два самостоятельных юридических лица: аэропорт и авиакомпанию «с последующим раздельным финансированием».

### Банкротство
1 сентября 2009 года компания прекратила продажу билетов на все рейсы в связи с угрозой остановки деятельности по причине высокой задолженности, составлявшей в это время более 14 млрд рублей. С 6 сентября 2009 года Федеральная аэронавигационная служба прекратила обслуживание рейсов обанкротившейся авиакомпании «КД авиа».
Официальное заявление:

Авиакомпания «КД авиа» официально извещает о том, что в связи с высокой задолженностью перед кредиторами компании, с 1 сентября 2009 года продажа перевозок на все рейсы авиакомпании приостановлена.
Авиационные власти, Правительство РФ осведомлены о сложившейся ситуации.
Авиакомпания «КД авиа» прилагает все возможные усилия для решения создавшихся проблем.

Пассажиры, имевшие на момент банкротства билеты на рейсы авиакомпании «КД Авиа», были перевезены авиакомпаниями «Аэрофлот», «ЮТэйр», «Трансаэро», «Сибирь». Затраты на перевозку этих пассажиров впоследствии были возмещены указанным авиакомпаниям из федерального бюджета в соответствии с постановлением Правительства Российской Федерации от 31.12.2009 № 1177. Наземная техника «KD Avia» частично была выставлена на продажу.
14 сентября 2009 года Росавиация отозвала сертификат эксплуатанта ОАО «КД Авиа». В ноябре 2010 года авиакомпания была признана банкротом.

## Собственники и руководство
В 2009 году основным акционером ОАО «КД Авиа» являлся председатель совета директоров компании Сергей Грищенко — акции принадлежали нескольким аффилированным с ним юридическим лицам. 9,1 % акций принадлежало Фонду имущества Калининградской области. Однако фактически оперативный и финансовый контроль за деятельностью компании осуществлял ОАО «Банк Санкт-Петербург», у которого акции находятся в залоге в обеспечение по кредитам.
С декабря 2008 года генеральным директором «КД авиа» являлся Геннадий Болдырев.

## Флот
«КД авиа» начинала с эксплуатации десяти самолётов Ту-134А и двух Ту-154М, доставшихся ей от обанкротившегося ГУП «Калининградавиа». Затем перевозчик начал брать в операционный лизинг Boeing 737, так как у половины «Ту» ресурс был почти исчерпан. 19 июня 2005 года «КД авиа» полностью отказалась от советской авиатехники (тогда совершил прощальный рейс последний Ту-134А, принадлежавший «КД авиа»).
Парк воздушных судов «КД авиа» по состоянию на август 2008 года состоял из 17 однотипных самолётов Boeing 737-300. По состоянию на август 2009 года летающий флот состоял из 13 однотипных самолётов Boeing 737-300, четыре из которых оборудованы салоном бизнес-класса. Ещё 3 самолёта находились на хранении. Каждому самолёту было присвоено собственное имя.
Средний возраст машин в авиапарке компании — 22 года. Самому старому самолёту — 23 года.
«КД авиа» имела планы по расширению парка. В конце мая 2008 года компания заказала 25 новых самолётов Airbus A319 на сумму $1,7 млрд. По словам представителя Airbus, контракт предусматривал начало поставок самолётов в 2013 или в 2014 году.

## Деятельность
На основании экспертного мнения делового сообщества Калининградской области, авиакомпания «КД авиа» признана победителем проекта «ПРОФИ-Итоги 2007» в двух номинациях: «Проект года» (за создание международной воздушной транспортной системы на базе аэропорта «Храброво») и «Бренд года».
По итогам 2007 года авиакомпания «КД авиа» стала лауреатом премии «Общественное признание» и вошла в пятёрку лучших компаний калининградского региона.
Количество перевезённых пассажиров в 2008 году составило 1,36 млн человек. Пассажирооборот в 2008 году составил 2,271 млрд пассажиро-километров.

## Интересные факты
- Один из ранее эксплуатировавшихся в «КД авиа» самолётов Ту-134А-3 (бортовой номер RA-65011) 31 декабря 1988 года в аэропорту Одессы установил неофициальный «мировой рекорд» посадочной скорости воздушных судов — 415 км/ч, но, несмотря на это, оставался в эксплуатации ещё долгое время[15][16].
- Часть воздушных судов компании имела ирландскую регистрацию (код EI-***), а часть — бермудскую (VP-B**).
- На этапе ремонта и подготовки к эксплуатации в «КД авиа» по дизайну, разработанному авиакомпанией, выполнялась окраска самолётов под стилизованную косатку.
- Все борта «КД авиа» имели собственные имена и, в большинстве случаев, были названы в честь современных российских деятелей искусства, культуры и бизнеса[11].

## Авиационные происшествия
1 октября 2008 года самолёт Boeing 737-300 с бортовым номером EI-DON произвёл аварийную посадку в аэропорту Калининграда. Посадка выполнялась «на брюхо», с убранными шасси; жертв и разрушений нет, самолёт получил повреждения.